# It's Raining Again
«It's Raining Again» es una canción del grupo británico Supertramp publicada en el álbum de estudio ...Famous Last Words... (1982). La canción, acreditada a Rick Davies y Roger Hodgson aunque es una composición del segundo, fue publicada como primer sencillo del álbum y alcanzó el puesto once en la lista estadounidense Billboard Hot 100, además de entrar en el top 10 en varios países europeos como Austria, Alemania, Países Bajos, Noruega y Suiza. El final de la canción incorpora una parte de la canción infantil «It's Raining, It's Pouring».

## Lista de canciones
Vinilo de 7"
| Cara A |                      |          |  |
| N.º    | Título               | Duración |  |
| 1.     | «It's Raining Again» | 4:25     |  |

| Cara B |          |          |  |
| N.º    | Título   | Duración |  |
| 1.     | «Bonnie» | 5:37     |  |

## Personal
- Roger Hodgson: voces y piano
- Rick Davies: sintetizadores y melódica
- John Helliwell: saxofón barítono
- Dougie Thomson: bajo
- Bob Siebenberg: batería

## Posición en listas
| Lista                        | Posición |
| ---------------------------- | -------- |
| UK Singles Chart             | 26       |
| Austrian Singles Chart       | 7        |
| RPM Singles Chart            | 4        |
| Dutch Top 40                 | 6        |
| German Singles Chart         | 3        |
| Norwegian Singles Chart      | 6        |
| Swiss Singles Chart          | 2        |
| Billboard Hot 100            | 11       |
| Billboard Adult Contemporary | 5        |
| Billboard Mainstream Rock    | 7        |